# Akishima

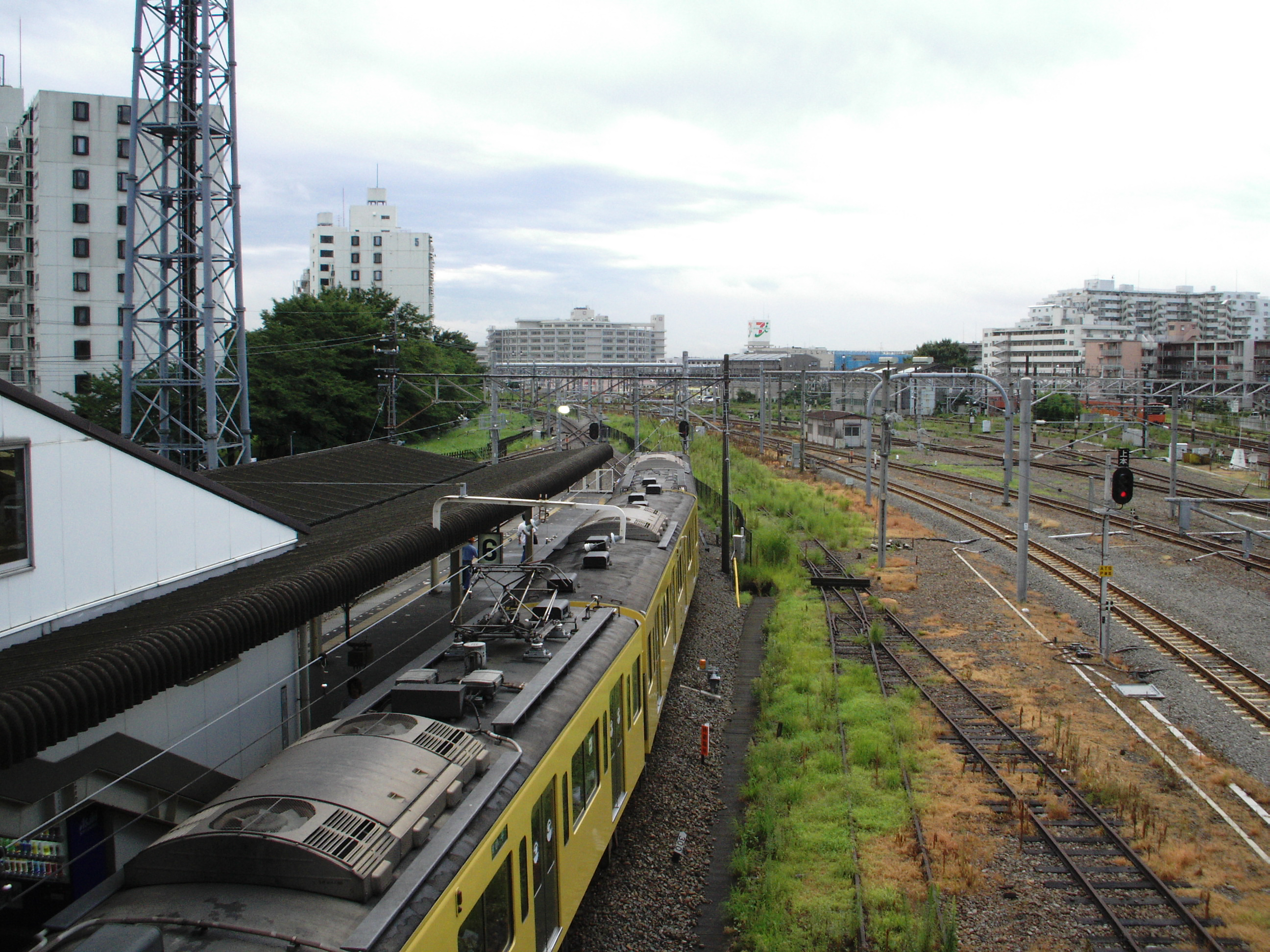
Järnvägsstation i Akishima.

Akishima (japanska: 昭島市?, Akishima-shi) är en stad i västra delen av Tokyo prefektur i Japan. Folkmängden uppgår till cirka 110 000 invånare, och staden ingår i Tokyos storstadsområde. Akishima bildades 1 maj 1954 genom en sammanslagning av staden Shōwa med byn Haijima. Borgmästare sedan 1996 är Kitagawa Jōichi. I fullmäktige sitter 24 folkvalda.